# Grewia goetzeana
Grewia goetzeana là một loài thực vật có hoa thuộc họ Malvaceae theo nghĩa rộng (sensu lato) hoặc Tiliaceae hoặc Sparrmanniaceae  family.
Loài này chỉ có ở Tanzania.